# Большая Тыкса
Большая Тыкса — река в Тарском районе Омской области России. Устье реки находится в 363 км по правому берегу реки Туй. Длина реки составляет 28 км. В 12 км от устья по левому берегу впадает Северная река.

## Данные водного реестра
По данным государственного водного реестра России относится к Иртышскому бассейновому округу, водохозяйственный участок реки — Иртыш от впадения реки Омь до впадения реки Ишим, без реки Оша, речной подбассейн реки — бассейны притоков Иртыша до впадения Ишима. Речной бассейн реки — Иртыш.